# Kaspiisk
Kaspiisk (ru. Каспийск) este un oraș din Daghestan, Federația Rusă, cu o populație de 77.65 locuitori.